# Vilhelm Melbye

Knud Frederik Vilhelm Hannibal Melbye, conocido como Vilhelm Melbye (Elsinor, 14 de mayo de 1824) – (Roskilde,  6 de octubre de 1882) fue un pintor danés, hermano de los pintores Fritz Melbye y Anton Melbye, que fue su primer maestro. Como sus hermanos, se dedicó a pintar paisajes marinos y escenas costeras.

## Datos biográficos
Sus primeros estudios de pintura los hizo bajo la guía de su hermano mayor, el ya entonces reconocido pintor de marinas, Anton Melbye. Luego, continuó los estudios en la Real Academia de Bellas Artes de Dinamarca la Real Academia Danesa de Bellas Artes,  tomó clases privadas de perspectiva con Carl Dahl y, en París con Théodore Gudin.
En 1848, fue uno de los primeros artistas en pintar en Skagen antes que se fundara la colonia. Vivió en Hamburgo y Dusseldorf en forma breve y entre 1853 y 1866, en Londres. En 1854, se casó con la hija del compositor y organista de la catedral de Roskine, Hans Mathilson Hansen. Con su esposa, en 1857, adoptaron a su hija Minna y, en 1867, regresaron en forma definitiva a Dinamarca.
Vilhelm Melbye realizó una gran cantidad de viajes y exposiciones a lo largo de toda Europa pero tuvo un tardío reconocimiento oficial. En 1870 fue nombrado miembro de la Real Academia de Bellas Artes de Dinamarca y profesor.

## Obra
En los comienzos, su obra estuvo ligada en estilo a la de su hermano Antón pero, con el tiempo, desarrolló un estilo personal que lo diferenció. Sus mayor influencia, además de la de su hermano mayor, fue la pintura marina holandesa. 
Empleando una paleta de un amplio espectro de color, un especial manejo de la luz y un superlativo conocimiento de la perspectiva, sus pinturas más características son las costeras y el tránsito de barcos en alta mar, sobre todo, en climas tormentosos.

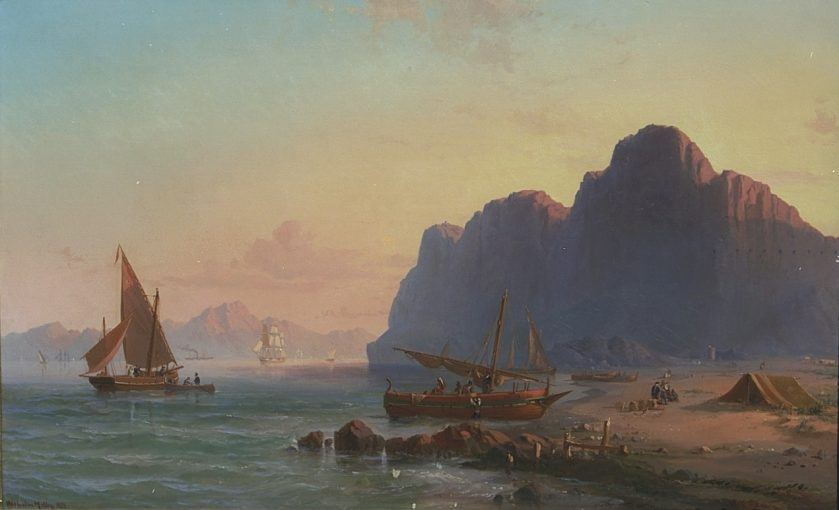
Escena con pescadores y otros barcos en la costa de Gibraltar (1854)
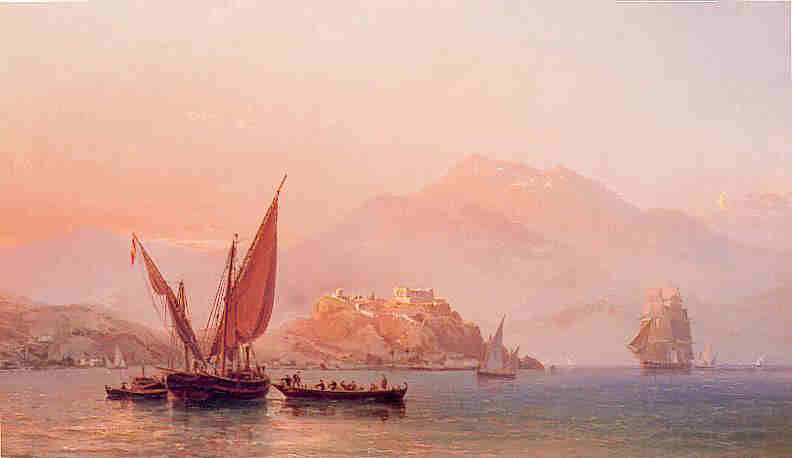
Paisaje marìtimo de Italia (1852)
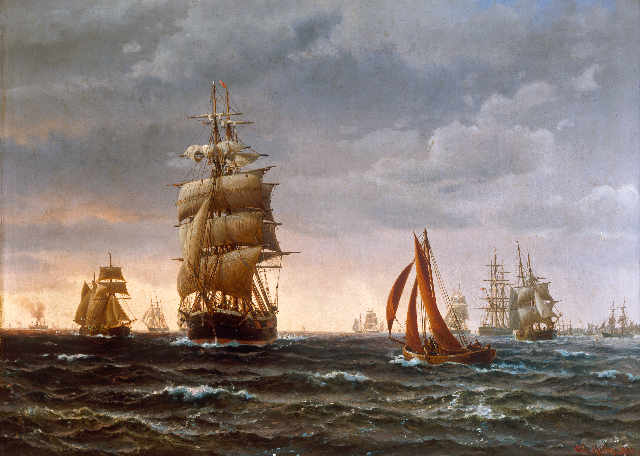
Transporte en un mar picado (1850)
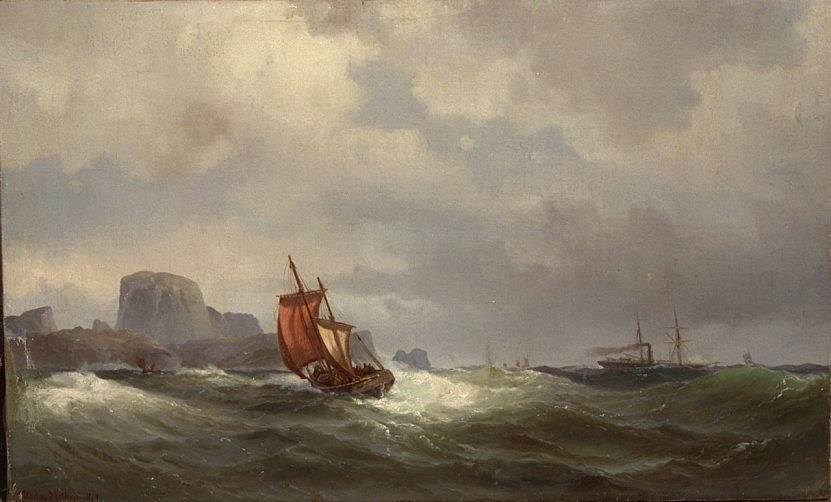
Barco de pescadores y un vapor en una cotsa rocosa (1870)
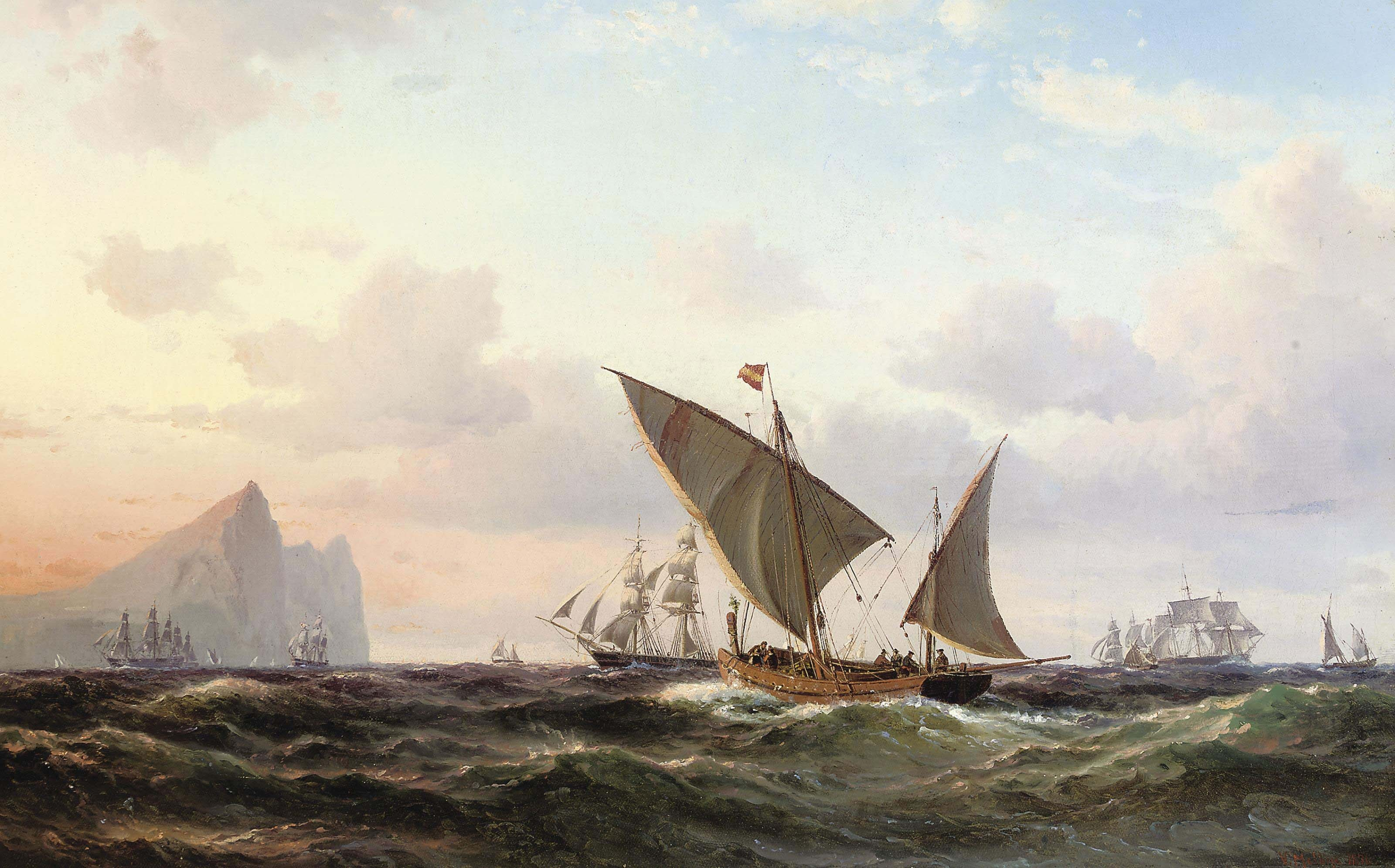
Xebecs y otros barcos de transporte en el atardecer de Gibraltar (1876)